# Sociedad libre
El término sociedad libre es usado frecuentemente por los teóricos del libertarismo para denotar una sociedad en la cual sus ideales políticos, legales y económicos están en acción. El término se refiere a una sociedad de libre acuerdo y libre mercado, y los libertarios lo emplean basándose, entre otras fuentes, en el escrito "Los fundamentos éticos de una sociedad libre" escrito por Friedrich Hayek o el libro Hacia una nueva libertad de Murray Rothbard.
En una sociedad teóricamente libre, todos los individuos actúan voluntariamente, teniendo la libertad de obtener el poder y los recursos para realizar su propio potencial. Adlai Stevenson II definió a las sociedades libres como una sociedad en la que los individuos encuentran "seguro ser impopulares". Otros, como Chandran Kukathas, describieron una sociedad libre como dependiente del "principio de libertad de asociación". Cindy Cohn ha argumentado que la libertad de tener una "conversación privada" es "fundamental para una sociedad libre".
Estas interpretaciones también pueden ser elaboradas en términos de libertad de expresión - si las personas tienen derecho a expresar sus opiniones sin temor a ser arrestadas, encarceladas o a sufrir daños físicos. En una sociedad libre, los individuos se organizarían en asociaciones voluntarias, incluyendo sociedades de libre mercado y hasta comunismo voluntario. Los individuos obtendrían más prosperidad debido al falta de restricciones al comercio y creación de riqueza empresarial.

## Libertad económica
Como ciudadano en una sociedad libre, uno tendría la capacidad de organizarse en asociaciones voluntarias como el mercado libre. Esta libertad de elección es clave para establecer una sociedad libre y los individuos obtendrían más prosperidad debido a la falta de restricciones al comercio. El papel del gobierno en relación con estas libertades también es vital para una sociedad libre. Los primeros defensores del libre mercado, como James Madison, "entendieron que si las reglas eran correctas y se permitía que los mercados se expandieran, aumentaría la libertad personal y económica". Además, se ha debatido mucho sobre el nivel de participación del Estado en el mercado, ya que en el siglo XIX (años 1801-1900) se creía firmemente que "el mercado debería considerarse un mecanismo de autorregulación y que el papel del Estado era retirarse en la medida de lo posible de intervenir en él o regularlo".
El ideal que apoya esta autorregulación se conoce como laissez-faire (del idioma francés, "dejar hacer"), en el que el gobierno crea regulaciones con el único propósito de proteger los derechos de propiedad contra el robo y la agresión, al tiempo que permite que el mercado se autorregule. Adam Smith se cita diciendo que en una sociedad libre "cada hombre, mientras no viole las leyes de la justicia es perfectamente libre de perseguir su propio interés a su manera, y de poner tanto su industria como su capital en competencia con los de cualquier otro orden de hombres". El razonamiento para desear una regulación gubernamental reducida ha venido de la opinión de que "la protección de las masas ha sido en todos los tiempos el pretexto de la tiranía - la súplica de la monarquía, de la aristocracia, de privilegios especiales de todo tipo [...] los dueños de esclavos justificaron la esclavitud como la protección de los esclavos".
Si bien se ha argumentado que la sociedad libre debe consistir en una baja participación del gobierno y la regulación, los argumentos siguen siendo los contrarios. Se ha sugerido que en una sociedad que implica el libre mercado los grandes gobiernos y su participación es algo bueno ya que asegura la justicia social así como la igualdad. Si bien esta opinión existe "la verdad es que, si bien la crisis económica [2008] puede haber creado una apertura para un gobierno más activo y un mayor escepticismo sobre la conveniencia de los mercados libres sin restricciones, los partidarios de un estado activista todavía tienen que ofrecer un argumento coherente y convincente a su favor" Como tal, la actual visión de libre mercado sostiene que las regulaciones gubernamentales se mantendrán al mínimo, existiendo únicamente para proteger a sus ciudadanos y sus derechos de propiedad de cualquier daño. Si bien se ha vuelto a debatir recientemente sobre este tema, éste sigue siendo el consenso al referirse al libre mercado.

## Libertad de expresión
La libertad de expresión es la libertad de hablar libremente sin censura ni limitación. Aunque varía de un país a otro, la libertad de expresión estableció un reconocimiento formal por las leyes de la mayoría de las naciones. La Ilustración Europea fue la causa de la libertad de expresión. En 1689, la Bill of Rights (Carta de los derechos del año 1689) de Inglaterra concedió "libertad de expresión en el Parlamento". En 1789, la Revolución Francesa declaró los Derechos del Hombre y del Ciudadano. La libertad de expresión fue explícitamente declarada como un derecho innegable. Años más tarde, la libertad de expresión fue seguida de desafíos y limitaciones. Estos desafíos y limitaciones incluyen la ofensividad, la agitación, el discurso que implica acciones ilegales inminentes, el discurso comercial y la pornografía infantil. Junto con la libertad de expresión surge el discurso de odio que es cualquier tipo de discurso o acto que puede mostrar violencia o acciones perjudiciales contra una sola persona o grupo. Este tipo de discurso ha sido prohibido y categorizado como un acto de desviación o crimen.
De acuerdo con el Brandenburg v. Ohio (1969) decisión histórica, la Corte Suprema descartó la prueba anterior de "peligro claro y presente", dictaminando que el derecho de un ciudadano estadounidense a la libertad de expresión (política) es casi absoluto. El tribunal dictaminó que el gobierno no podía castigar constitucionalmente la defensa abstracta de la fuerza o la violación de la ley. En otro fallo de la Corte Suprema, se determinó que las expresiones de odio también estaban protegidas por la Primera Enmienda en los Estados Unidos, como se decidió en R.A.V. v. City of St. Paul. (1992) en el que el tribunal dictaminó que la incitación al odio es permisible excepto en caso de violencia inminente El caso involucró el crimen de odio de un niño blanco de 14 años que quemó ilegalmente una cruz en el césped de la única familia afrodescendiente en un vecindario de St. Paul, Minnesota. La ley estatal procesó indebidamente al chico por la motivación de sus acciones en vez de por su comportamiento criminal, buscando castigar al joven por el contenido de su mensaje y no por sus acciones criminales. Algunos de los principios jurídicos citados en el caso R.A.V. v. City of St. Paul se referían a la protección de la libertad de expresión que impide que el gobierno proscriba la expresión, o incluso la conducta expresiva, debido a la desaprobación de las ideas expresadas. Históricamente, los gobiernos han tratado de impedir la libertad de expresión definiendo arbitrariamente la expresión impopular como peligrosa o amenazante para la sociedad, designando lo que es y lo que no es aceptable. Tales leyes son a menudo "usadas por facciones políticamente poderosas para suprimir el discurso que las critica" y "pueden ser abusadas con fines políticos".

## Libertad de religión
La libertad de religión se define como el derecho a practicar la religión en público o en privado. Esto también incluye tener plena libertad para convertir la religión o no seguir una religión en absoluto. Esto también se conoce como "libertad de religión". En 1791, la Primera Enmienda establece que "congreso no hará ninguna ley con respecto al establecimiento de una religión, o que prohíba el libre ejercicio de la misma; o que coarte la libertad de expresión, o de la prensa; o el derecho del pueblo a reunirse pacíficamente, y a solicitar al Gobierno la reparación de agravios". El lenguaje que asegura la libertad de religión tiene dos partes. La primera parte es Cláusula de Establecimiento, que fue creada para prohibir al gobierno federal que proclame y apoye financieramente una religión nacional. La segunda parte es la Cláusula de Libre Ejercicio, que establece que "el Congreso no puede prohibir el libre ejercicio de las prácticas religiosas". Algunas partes del mundo, como Myanmar, carecen de la existencia de libertad religiosa.